# El único e incomparable Bob
El único e incomparable Bob es un libro infantil de 2020 de Katherine Applegate e ilustrado por Patricia Castelao. Es una secuela del libro de 2013 The One and Only Ivan.

## Sinopsis
El libro sigue a Bob, un perro callejero maltratado que se hace amigo de un gorila llamado Ivan y un elefante llamado Ruby. Después de ser adoptado por una amable niña llamada Julia, Bob intenta volver a aprender a confiar en los humanos. Después de que un huracán arrasa su ciudad, Bob huye de casa para encontrar a su hermana perdida hace mucho tiempo, que una vez se dio por muerta.

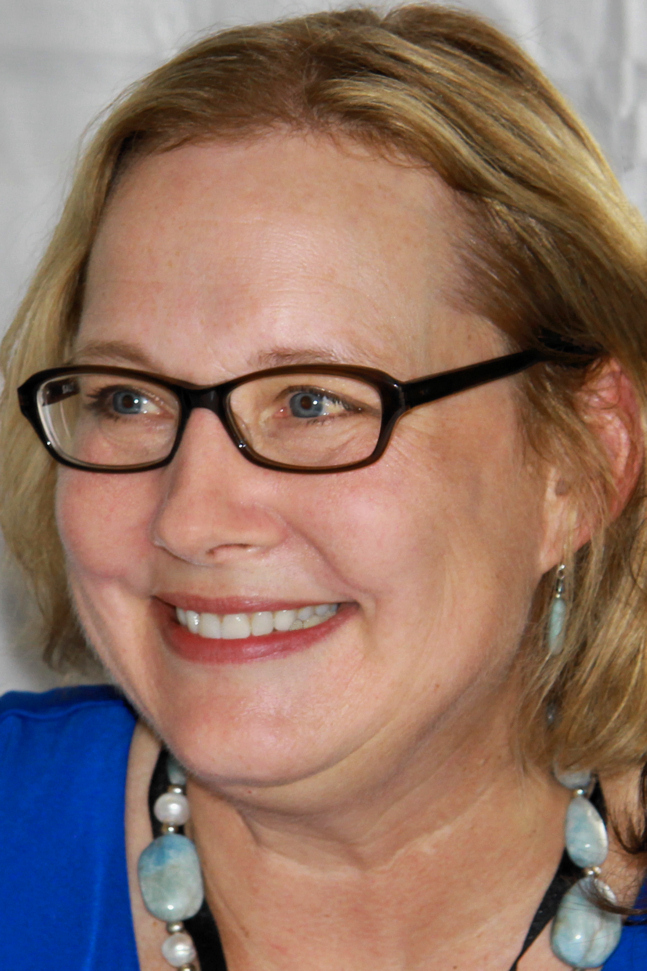
El libro fue escrito por Katherine Applegate.

Julie Jesernik, que escribe para School Library Journal, le dio al libro una reseña destacada y escribió que "la historia de Bob es deliciosamente sincera y aventurera. Las ilustraciones de Castelao añaden belleza adicional a la historia". Mary Eisenhart de Common Sense Media le dio al libro 5 de 5 estrellas, calificándolo de "una historia convincente y, en última instancia, edificante, contada por un perro sarcástico, anteriormente maltratado, que todavía está confundido acerca de todo". Kirkus Reviews le dio al libro una reseña destacada, elogiando las "observaciones irónicas y la actitud de un perro" del personaje principal.
Leonard S. Marcus de The New York Times escribió que "la comprensión segura de Applegate de la esencia del perro guía ágilmente los primeros capítulos incluso cuando el equilibrio de las preocupaciones internas de Bob cambia decisivamente de lo canino a lo humano con conversaciones sobre culpa, cobardía y perdón". Sin embargo, Marcus criticó la secuencia del huracán por ser insulsa e innecesariamente larga.
Al libro le siguió The One and Only Ruby en 2023.